# Die Superköche
Die Superköche ist eine deutsche Kochshow für Kinder, die von 2003 bis 2006 für Super RTL produziert wurde. In jeder Folge werden Gerichte aus verschiedenen Ländern vorgestellt und gezeigt, wie man diese kocht. Jede Folge endete mit den Worten: "Kochen ist einfacher als essen".

## Produktion und Veröffentlichung
Die Serie wurde zwischen 2003 und 2006 für Super RTL produziert. Dabei sind fünf Staffeln mit 78 Folgen entstanden. Erstmals wurde die Serie am 30. August 2003 ausgestrahlt. Nach 2007 wurde die Sendung nicht mehr ausgestrahlt.

## Episodenliste

### Staffel 1
| Nr. | Gericht/Titel                  | Erstausstrahlung   |
| 1   | Gemüsesuppe                    | 30. August 2003    |
| 2   | Schnitzel mit Gurkensalat      | 6. September 2003  |
| 3   | Kartoffelpüree & Fischstäbchen | 13. September 2003 |
| 4   | Nudeln & Saucen                | 20. September 2003 |
| 5   | Gefüllte Schweinelende         | 27. September 2003 |
| 6   | Brezel                         | 4. Oktober 2003    |
| 7   | Kartoffelsalat                 | 11. Oktober 2003   |
| 8   | Pizza                          | 18. Oktober 2003   |
| 9   | Kürbisbrot                     | 25. Oktober 2003   |
| 10  | Eier im Nest                   | 1. November 2003   |
| 11  | Grüner Erbseneintopf           | 8. November 2003   |
| 12  | Pasta Mista                    | 15. November 2003  |
| 13  | Tafelspitz                     | 22. November 2003  |
| 14  | Schokies                       | 6. Dezember 2003   |
| 15  | Ente à l’Orange                | 13. Dezember 2003  |
| 16  | Scampi                         | 20. Dezember 2003  |
| 17  | Rachidis                       | 27. Dezember 2003  |
| 18  | Gemüseomelette                 | 3. Januar 2004     |
| 19  | Fisch in Senfsauce             | 10. Januar 2004    |
| 20  | Pfannkuchen-Torte              | 17. Januar 2004    |
| 21  | Müsli                          | 24. Januar 2004    |
| 22  | Gemüseauflauf                  | 31. Januar 2004    |
| 23  | Hühnchen süß-sauer             | 7. Februar 2004    |
| 24  | Marzipan-Torte                 | 14. Februar 2004   |
| 25  | Winterrisotto                  | 21. Februar 2004   |
| 26  | Ravioli XXL                    | 28. Februar 2004   |

### Staffel 2
| 27 | Spanien – Paella                           | 4. September 2004  |
| 28 | Thailand – Reisnudeln in Kokossauce        | 11. September 2004 |
| 29 | USA – Big Party Salad                      | 18. September 2004 |
| 30 | Ungarn – Gulasch                           | 25. September 2004 |
| 31 | Mexiko – Huhn in Schokoladensauce          | 2. Oktober 2004    |
| 32 | Österreich – Apfelstrudel                  | 9. Oktober 2004    |
| 33 | Tunesien – Gemüse-Couscous                 | 16. Oktober 2004   |
| 34 | Japan – Sushi                              | 23. Oktober 2004   |
| 35 | Türkei – Gefüllte Paprika                  | 30. Oktober 2004   |
| 36 | Indien – Fisch-Curry                       | 6. November 2004   |
| 37 | Italien – Spaghetti mit Tomaten            | 13. November 2004  |
| 38 | Australien – Fischfilet mit Macadamiasauce | 20. November 2004  |
| 39 | Russland – Puten-Stroganoff                | 27. November 2004  |

### Staffel 3
|    |                                            |                    |
| 40 | USA: Hamburger mit Hacksalat               | 2. Juli 2005       |
| 41 | Martinique: Geschmorte Banane mit Eiscreme | 9. Juli 2005       |
| 42 | Großbritannien: Fish & Chips               | 16. Juli 2005      |
| 43 | Baltikum: Fischfrikadellen                 | 23. Juli 2005      |
| 44 | China: Süß-Saures im Teigmantel            | 30. Juli 2005      |
| 45 | Litauen: Hühnersuppe                       | 6. August 2005     |
| 46 | Schweinefilet in Blätterteig               | 13. August 2005    |
| 47 | Italien: Polenta mit Rucola                | 3. September 2005  |
| 48 | Thailand: Hühnerbrust mit Erdnusssoße      | 10. September 2005 |
| 49 | Kanada: Profiteroles                       | 17. September 2005 |
| 50 | Deutschland: Zander im Kartoffelnetz       | 24. September 2005 |
| 51 | Norwegen: Lachs auf Gemüsebett             | 19. November 2005  |
| 52 | Frankreich: Überbackener Gemüseeintopf     | 26. November 2005  |

### Staffel 4
|    |                                           |                    |
| 53 | Frankreich: Schollenfilet in Senfsoße     | 1. Juli 2006       |
| 54 | Italien: Fazzoletti arrabiata             | 8. Juli 2006       |
| 55 | Griechenland: Gefüllte Kohlblätter        | 15. Juli 2006      |
| 56 | Spanien: Tapas                            | 22. Juli 2006      |
| 57 | Portugal: Steinsuppe                      | 29. Juli 2006      |
| 58 | Türkei: Pilaw Topkapi & Köfte             | 5. August 2006     |
| 59 | Griechenland: Fisch in Kräutern           | 12. August 2006    |
| 60 | Italien: Vitello Tonnato & Tiramisu       | 19. August 2006    |
| 61 | Frankreich: Salade Niçoise                | 26. August 2006    |
| 62 | Spanien: Tortilla                         | 2. September 2006  |
| 63 | Marokko: Bulgur-Salat & Obstsalat         | 9. September 2006  |
| 64 | Griechenland: Tarama, Tzaziki & Skordalia | 16. September 2006 |
| 65 | Spanien: Lomo de Orza & Sabayon           | 23. September 2006 |

### Staffel 5
|    |                                      |                    |
| 66 | Italien: Nudeln mit Ricotta          | 7. Juli 2007       |
| 67 | Broccoli-Blumenkohl-Suppe            | 14. Juli 2007      |
| 68 | Reis-Gemüse-Tortilla                 | 21. Juli 2007      |
| 69 | Gemüserösti mit Geschnetzeltem       | 28. Juli 2007      |
| 70 | Salat mit Früchten                   | 4. August 2007     |
| 71 | Hühnchenbrust mit Saltimbocca        | 11. August 2007    |
| 72 | Ile Flottante mit Creme Anglaise     | 18. August 2007    |
| 73 | Blätterteig-Tarte                    | 25. August 2007    |
| 74 | Spaghetti Carbonara                  | 1. September 2007  |
| 75 | Kabeljau mariniert mit weißen Bohnen | 8. September 2007  |
| 76 | Spare Ribs asiatisch                 | 15. September 2007 |
| 77 | Gazpacho                             | 22. September 2007 |
| 78 | Waffeln mit Kompott                  | 29. September 2007 |